# Mont d'Or
El Mont d'Or es una cumbre del macizo del Jura, en el departamento francés de Doubs y la región de Borgoña-Franco Condado, a unos 20 kilómetros al sur de Pontarlier y cerca de la frontera suiza. Se eleva a una altitud de 1463 metros sobre el nivel del mar, lo que lo convierte en el punto más alto del departamento de Doubs. Da nombre a un queso. 